# (20619) 1999 SB10
1999 أس بي 10 (ويعرف أيضًا باسم (20619) 1999 أس بي 10 وفق تسمية الكوكب الصغير) (بالإنجليزية: 1999 SB10)‏ هو كويكب ضمن حزام الكويكبات؛ وترتيبه 20619 من حيث الاكتشاف.
اكتُشف هذا الجُرم الفلكي بواسطة Frank B. Zoltowski ‏ في 30 سبتمبر 1999.

## وصلات خارجية
- (20619) 1999 SB10 في قاعدة بيانات مختبر الدفع النفاث لأجرام النظام الشمسي الصغيرة

- الاكتشاف · مخطط المدار ·  العناصر المدارية · المعلمات المادية

- (20619) 1999 SB10 على موقع ويكي سكاي: DSS2, SDSS, GALEX, IRAS, Hydrogen α, X-Ray, Astrophoto, Sky Map, Articles and images